# Brad Wenstrup
Brad Robert Wenstrup, född 17 juni 1958 i Cincinnati i Ohio, är en amerikansk republikansk politiker. Han är ledamot av USA:s representanthus sedan 2013.
Wenstrup studerade vid University of Cincinnati och William M. Scholl College of Podiatric Medicine. Han var därefter verksam som läkare. I kongressvalet 2012 besegrade han demokraten William R. Smith.